# Al-Hubab ibn al-Mundhir
al-Ḥubāb ibn al-Mundhir b. al-Jamūḥ b. Zayd al-Anṣārī al-Khazrajī al-Sulamī, Abū ʿUmar o Abū ʿAmr (in arabo الحُــباب بن المنذر بن ﺍﻟﺠﻤﻮﺡ بن زيد‎?; Yathrib, 591 – 641), è stato un Sahaba.
Fu uno degli Anṣār della tribù medinese dei Banu Khazraj.
A 33 anni, partecipò nel 623 alla battaglia di Badr (in occasione della quale si era convertito) e fu lui a suggerire al profeta Maometto di far riempire tutti i pozzi di Badr, salvo uno, per attirare in trappola i nemici coreisciti che provenivano dai loro commerci siriani.
Su incarico di Maometto, assunse nel 628 il comando di uno dei tre raggruppamenti di musulmani impegnati nella terza battaglia del Wādī al-Qurā.
Prese parte nel 632 alla riunione nella Saqīfa dei B. Sāʿida dalla quale scaturì come primo califfo Abū Bakr.